# Same zmartwienia
Same zmartwienia – singel polskiego rapera Kubana z jego drugiego albumu studyjnego, zatytułowanego Spokój, powstały przy gościnnym udziale polskiego rapera Quebonafide. Singel został wydany 23 marca 2023.
Kompozycja znalazła się na 28. miejscu listy OLiA, najczęściej odtwarzanych utworów w polskich rozgłośniach radiowych. Nagranie otrzymało w Polsce status podwójnie platynowego singla, przekraczając liczbę 100 tysięcy sprzedanych kopii.

## Geneza utworu i historia wydania
Piosenka została napisana i skomponowana przez Jakuba Grabowskiego, Jakuba Kiełbińskiego i Filipa Pachólczyka, który również odpowiada za produkcję utworu.
Singel ukazał się w formacie digital download 23 marca 2023 w Polsce za pośrednictwem wytwórni płytowej Dobzi ludzie w dystrybucji Sony Music Entertainment Poland. Kompozycja została umieszczona na drugim albumie studyjnym Kubana – Spokój.

## „Same zmartwienia” w stacjach radiowych
Nagranie było notowane na 28. miejscu w zestawieniu OLiA, najczęściej odtwarzanych utworów w polskich rozgłośniach radiowych.

## Teledysk
Do utworu powstał teledysk, który udostępniono w dniu premiery singla za pośrednictwem serwisu YouTube.

## Lista utworów
- Digital download[2]

1. „Same zmartwienia” – 2:46

## Notowania
| Kraj   | Lista (2023)             | Najwyższa pozycja |
| ------ | ------------------------ | ----------------- |
| Polska | OLiS – single w streamie | 3                 |

| Kraj   | Lista (2023)                   | Najwyższa pozycja |
| ------ | ------------------------------ | ----------------- |
| Polska | OLiS – oficjalna lista airplay | 28                |

| Kraj   | Lista (2023)             | Pozycja |
| ------ | ------------------------ | ------- |
| Polska | OLiS – single w streamie | 64      |

## Certyfikaty
| Kraj          | Certyfikat         | Sprzedaż |
| ------------- | ------------------ | -------- |
| Polska (ZPAV) | 2× platynowa płyta | 100 000+ |

## Wyróżnienia
| Rok  | Konkurs    | Kategoria                   | Rezultat    |
| ---- | ---------- | --------------------------- | ----------- |
| 2023 | Gorąca 100 | 100 największych hitów 2023 | 26. miejsce |